# Mateo Cerezo

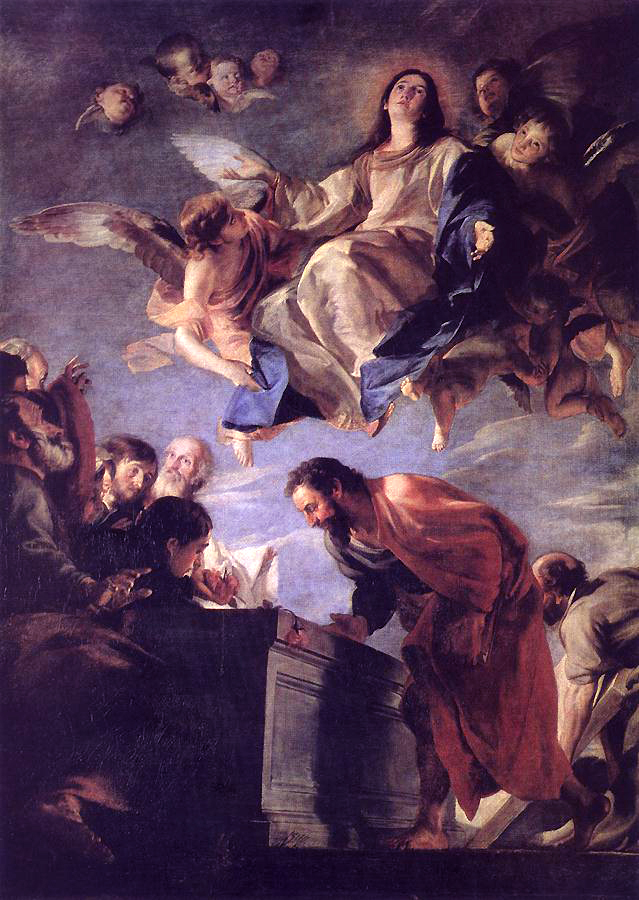
Juan Martín Cabezalero, Hemelvaart van Maria,
ca. 1660, Olieverf op doek, 237x169 cm, Museo del Prado, Madrid

Mateo Cerezo (1637, Burgos-1666, Madrid) was een Spaans kunstschilder die vooral religieuze werken schilderde.
Cerezo begon zijn opleiding onder zijn vader, Mateo Cerezo de oudere, een schilder van devotieschilderijen. Zijn opleiding zou hij hebben afgemaakt bij Juan Carreño de Miranda in Madrid, waar hij in 1654 arriveerde. Er zijn ook aanwijzingen dat hij bij  Antonio de Pereda in de leer is geweest, maar dit is onduidelijk. Tussen 1656 en 1659 werkte hij in Valladolid en Burgos waarna hij in 1660 terugkeerde in Madrid.
In zijn korte carrière heeft hij blijk gegeven van een groot talent. Hij nam snel de techniek van Carreño over en schilderde onder de invloed van plaatselijke kunstenaars als Francisco da Herrera. Ook de bekendere schilders als Van Dyck en Rubens hadden een invloed op de schilder met zijn kleurrijke schilderijen. Hij was een van de meest kleurrijke en gevoelige schilders van de late Madrileense school.
- Biblioteca Nacional de España: XX892412
- Gemeinsame Normdatei: 122594649
- International Standard Name Identifier: 0000 0000 6680 4002
- Library of Congress Control Number: nr88007770
- Nationale Bibliotheek van Tsjechië: xx0154600
- RKD-Nederlands Instituut voor Kunstgeschiedenis: 16144
- Système universitaire de documentation: 172582237
- Union List of Artist Names: 500030579
- Virtual International Authority File: 13194757
- WorldCat: E39PBJjtbdmjdWPMQ8hqTWXPQq